# 퉁크루

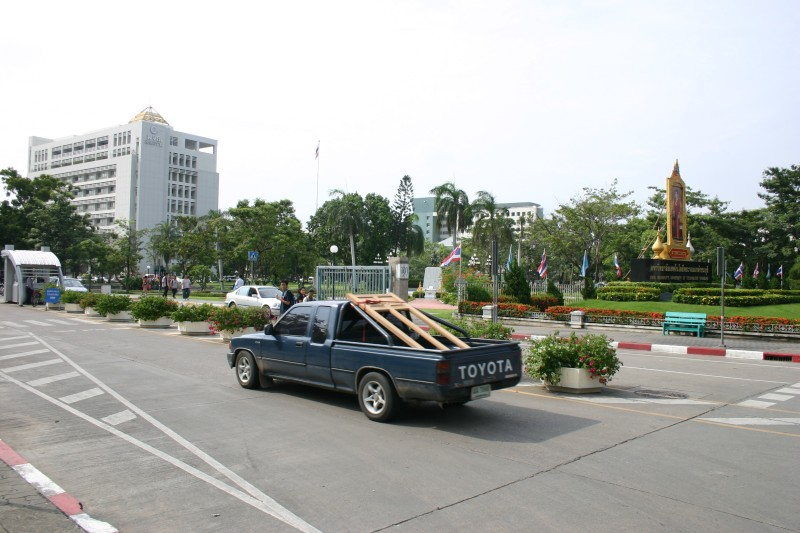

퉁크루는 방콕의 행정 구역이다. 이 지역의 총 인구 수는 2017년 기준으로 121,833명이다. 인구 밀도는 3,963.20km2이다. 랏부라나, 프라쁘라댕군, 사뭇쁘라깐주 프라사뭇쩨디군, 방쿤티안, 방콕의 쫌통과 경계한다.

## 행정 구역
| 1. | Bang Mot   | บางมด |  |
| 2. | Thung Khru | ทุ่งครุ  |  |